# Tirtasari
Tirtasari is een bestuurslaag in het regentschap Karawang van de provincie West-Java, Indonesië. Tirtasari telt 4084 inwoners (volkstelling 2010).